# Kurt Dinter
Kurt Moritz Albin Dinter, auch Curt Dinter (* 10. Juni 1868 in Bautzen; † 16. Dezember 1945 in Neukirch/Lausitz) war ein deutscher Botaniker und Forschungsreisender. Sein offizielles botanisches Autorenkürzel lautet „Dinter“. Er wurde insbesondere durch seine Arbeiten in der Kolonie Deutsch-Südwestafrika, dem heutigen Namibia, bekannt.

## Leben
Kurt Dinter besuchte die Realschule in Bautzen. Schon als Kind zeigt er Interesse an Pflanzen, was ihm nach seinem Militärdienst zum Beruf des Gärtners und Botanikers führte. Er arbeitete zeitweise in den Botanischen Gärten von Dresden und Straßburg. Unter anderem arbeitete er als Assistent bei Professor Oscar Drude.
Aufgrund seines außerordentlichen Eifers wurde ihm von Sir Thomas Hanbury die Pflege des noch heute bekannten Botanischen Gartens Hanbury nahe dem italienischen Ventimiglia übertragen, in dem es eine Reihe südafrikanischer Pflanzen gab. Von 1894 bis 1897 war er Kurator des Botanischen Gartens. Dinter verbrachte auch sechs Monate in den Royal Botanic Gardens (Kew).
Mitte des Jahres 1897 reiste Kurt Dinter auf dem Schiff Melitta Bohlen nach Deutsch-Südwestafrika und erreichte im Juni die Lüderitzbucht. Von seiner Basis in Salem am Swakop aus begann er im Auftrag der Deutschen Kolonialgesellschaft mit dem Sammeln von Pflanzen. 1899 gab er seine Tätigkeit für die Kolonialgesellschaft auf und zog zu Fuß zusammen mit zwei Herero nach Windhuk und sammelte dabei unablässig Pflanzen. Seine Sammlungen schickte er nach Erfurt, Zürich und Berlin.
Ab Mai 1900 war Dinter als Forstbeamter des Kaiserlichen Gouvernements und erster amtlicher Botaniker in Deutsch-Südwestafrika angestellt, eine Position, die er bis zum Ausbruch des Ersten Weltkrieges besetzte.
Während eines Besuches in Bautzen lernte er seine spätere Frau Jutta Schilde (1871–1949) kennen, die ihn fortan auf seinen Reisen begleitete und auch eine eigene Pflanzensammlung anlegte.
Dinter legte auf seinen Forschungsreisen die enorme Entfernung von über 40.000 Kilometern zurück. Seine Sammlung gepresster Pflanzen belief sich auf über 8400.

## Ehrungen
Im zu Ehren wurden die Pflanzengattungen
- Dintera Stapf der Familie der Gauklerblumengewächse (Phrymaceae)
- Dinteracanthus C.B.Clarke ex Schinz der Familie der Akanthusgewächse (Acanthaceae)
- Dinteranthus Schwant. der Familie der Mittagsblumengewächse (Aizoaceae)

benannt.
Anlässlich seines 100. Geburtstages erschien das nach ihm benannte Botanikmagazin Dinteria zum ersten Mal.
Nach seiner Frau ist die Gattung Juttadinteria Schwant. der Pflanzenfamilie der Mittagsblumengewächse (Aizoaceae) benannt.

## Veröffentlichungen
- Alphabetical catalogue of plants growing in the open air in the garden of Thomas Hanbury, Palazzo Orengo, La Mortola, near Ventimiglia, Italy. Genua 1897.
- Deutsch-Südwest-Afrika: Flora, forst- und landwirtschaftliche Fragmente. Leipzig 1909. (Neuausgabe bei inktank publishing 2018, ISBN 978-3-7477-2569-6)
- Die vegetabilische Veldkost Deutsch-Südwest-Afrikas. Okahandja 1912
- Neue und wenig bekannte Pflanzen Deutsch-Südwest-Afrikas. Unter besonderer Berücksichtigung der Succulenten. Okahandja 1914.
- Botanische Reisen in Deutsch-Südwest-Africa. Posen 1918.
- Südwestafrikanische Lithopsarten. Perleberg 1928.
- Sukkulentenforschung in Südwestafrika. 1.: Erlebnisse und Ergebnisse meiner Reise im Jahre 1922. Berlin 1923.
- Sukkulentenforschung in Südwestafrika. 2.: Erlebnisse und Ergebnisse meiner Reise in den Jahren 1923 bis 1925. Berlin 1928.